# پوسته (زمین‌شناسی)
| سپر سکو کوه‌زایی حوضه ساختاری ایالت آذرین بزرگ پوسته کش‌آمده | پوسته اقیانوسی: ۲۰–۰ میلیون سال ۶۵–۲۰ میلیون سال >۶۵ میلیون سال |

پوسته در زمین‌شناسی به بیرونی‌ترین لایه جامد یک سیاره سنگی یا قمر گفته می‌شود که از نظر شیمیایی از لایه زیرین آن یعنی گوشته متمایز می‌شود. پوسته زمین، ماه، تیر، ناهید، مریخ، آیو و دیگر اجسام سیاره‌ای به‌طور عمده بر اثر فرایندهای آذرین به‌وجود آمده و این پوسته‌ها از نظر عناصر ناسازگار غنی‌تر از گوشته زیرین آنهاست.

## انواع پوسته
زمین شناسان سیاره‌ای، پوسته را به سه دسته تقسیم می‌کنند، براساس این که چگونه و چه زمانی شکل می‌گیرند.

### پوسته اولیه
این یک پوسته اصلی است. این شکل از انجماد یک اقیانوس ماگما شکل می‌گیرد. در اواخر تشکیل و تکامل منظومه شمسی، سیارات خاکی به احتمال زیاد سطوحی داشتند که ماگما داشت. هنگام سرد شدن، آن‌ها در پوسته محکم می‌شوند.

### پوسته ثانویه
پوسته ثانویه با ذوب جزئی مواد سیلیکات در گوشته شکل می‌گیرد و بنابراین معمولاً در ترکیبات بازالتی می‌سازند.

### پوسته سوم
پوستهٔ سوم از نظر شیمیایی بیشتر از پوستهٔ اولیه یا ثانویه دستخوش ترمیم‌هایی شده‌است. این تغییرات می‌تواند به چندین روش شکل بگیرد:
- فرآیندهای آذرین: ذوب بخشی از پوستهٔ ثانویه، همراه با تمایز یا کم‌آبی[۳]
- فرسایش و رسوب: رسوبات حاصل از پوستهٔ اولیه، ثانویه یا سوم

تنها نمونهٔ شناخته شدهٔ پوسته سوم، پوسته قاره‌ای زمین است. این دانسته نیست که آیا می‌توان گفت که دیگر سیاره‌های زمین‌سان هم دارای پوستهٔ سوم هستند یا نه، اگرچه شواهد تا کنون نشان می‌دهد که آنها چنین نیستند. این احتمالاً به این دلیل است که برای ایجاد پوستهٔ سوم به تکتونیک صفحه‌ای نیاز است و زمین تنها سیارهٔ منظومه شمسی است که دارای تکتونیک صفحه‌ای است.